# Sân bay Sandnessjøen, Stokka
Sân bay Sandnessjøen, Stokka (tiếng Na Uy: Sandnessjøen Lufthavn, Stokka) (IATA: SSJ, ICAO: ENST) là một sân bay khu vực phục vụ Sandnessjøen ở Nordland, Na Uy. Năm 2005, Sân bay Sandnessjøen đã phục vụ 47.514 lượt khách. Đơn vị vận hành là Avinor.
Hãng hàng không hoạt động ở đây là Widerøe, hãng này dùng máy bay Dash 8 nối với Bodø và Trondheim. Các chuyến bay này theo hợp đồng nghĩa vụ dịch vụ công cộng với Bộ Giao thông và Vận tải Na Uy.

## Các tuyến điểm
- Widerøe (Bodø, Brønnøysund, Trondheim)